# Кастра Рубра
Кастра Рубра (на латински: Castra Rubra, в превод: Червената крепост) е римска крепост по пътя Via Diagonalis (Диагоналния път, свързващ Европа с Мала Азия), изградена през 2 век. Останките ѝ се намират на 7 km от село Изворово, община Харманли.
Създадена е като крайпътна станция (мансио), служеща за смяна на конете на Римската държавна поща. Включва помещение за малкия гарнизон, който е оставен за охрана на реда, странноприемници, магазинчета, както и неизследвани помещения. Запазени са достатъчно артефакти, за да се направи извода, че мястото е било населено, и ползвано дълго време. Има данни за малка колонада. Пътят е удобен за посещение на автомобил, въпреки че наклона от последния участък е твърде голям. Кастра Рубра е все още малко известно и неизследвано отбранително звено от римската пътна и крепостна система. Местоположението ѝ е отстояло на около 25 римски мили от следващата, все още неизвестна станция.
По времето на ранната Византийска империя, е селище с крепост и крайпътна станция. Намерени са монети, сечива и накити от времето на императорите Анастасий I, Маврикий и Ираклий. Крепостта е превземана два пъти, като последният завоевател е кан Крум. Находката е изложена в историческия музей на Харманли, отдел „Археология“.
Има проект крепостта да бъде възстановена по програма ФАР.